# Bribbaree
Bribbaree är en ort i Australien. Den ligger i kommunen Young och delstaten New South Wales, i den sydöstra delen av landet, omkring 310 kilometer väster om delstatshuvudstaden Sydney. Antalet invånare är 221.
Runt Bribbaree är det mycket glesbefolkat, med 4 invånare per kvadratkilometer.. Närmaste större samhälle är Quandialla, omkring 15 kilometer nordväst om Bribbaree.
Trakten runt Bribbaree består till största delen av jordbruksmark. Genomsnittlig årsnederbörd är 600 millimeter. Den regnigaste månaden är februari, med i genomsnitt 110 mm nederbörd, och den torraste är oktober, med 19 mm nederbörd.